# Дарова Ноуа
Дарова Ноуа (рум. Darova Nouă) насеље је у Румунији у округу Тимиш. Oпштина се налази на надморској висини од 163 m.

## Становништво
Према подацима из 2011. године у насељу је живело 3028 становника.